# شاطئ شكا
شاطي شكا أو شاطيء الهري بشكا، هو شاطي على ساحل بلدة شكا إحدى القرى اللبنانية من قرى قضاء البترون في محافظة الشمال. 
تضم بلدة شكا الساحلية شاطيء شكا وتبعد عن بيروت بحوالي 86 كلم.

## التلوث البيئي الذي يهدد ساحل شكا
يصل طول الساحل اللبناني على الضفة المتوسطية إلى 200 كم، ويبلغ عدد الأيام المشمسة في البلاد حوالي ال 300 يوم، مما يجعل شواطيء لبنان مقصدًا بارزًا لمحبي الاستجمام والنشاطات والرياضات البحرية المتنامية في أماكن مختلفة من البلاد خصوصا في فصل الصيف والعطل من لبنانيي الداخل أو من لبنانيي امهجر أو من السياح الأجانب. فالسّاحل اللبناني ذي أهمية إستراتيجية واقتصادية وإيكولوجية وثقافية للعمق الحضاري المتوسطي للبنان في منطقة الشام منذ الحقبة الفينيقية، ولهذا فالمحافظة على البيئة البحرية أمر مهم وحيوي واستراتيجي للبنان. ولكن موقع شاطيء شكا من هذه العناية منعدمة أمام وضعيته البيئية السيئة، إلى حدود معطيات سنة 20018، نظرا لوجود عدة مصانع في المنطقة، وفي ظل غياب سياسة حمائية للبيئة المحلية وإدارة مخلفات المصانع من النفايات فقد أصبحت بلدة شكا ومعها شاطيء شكا والبيئة البحرية تعاني بشكل كبير من التلوث البيئي، إلى حدود معطيات سنة 2017/2018، جراء مقالع ومعامل الإسمنت والكلس والجفصين والترابة البيضاء، خصوصا بعد تحويل مياه المجاري إلى البحر، جراء عدم تشغيل محطة التكرير، جاء دور غسل الرمول واستخراجها لصالح مجابل الباطون المنتشرة على الشاطئ في المنطقة، الأمر الذي أدى إلى تعكير وتلويث مياه البحر وأضفى عليها حمرة صبغت البحر بعكرتها لمسافات طويلة، ناهيك عن النفايات العائمة على وجه سطح البحر في بلدة شكا، الأمر الذي أدى إلى ارتفاع الأصوات المناهضة للتلوث البيئي وحماية ساحل بلدة شكا من تفاقم إشكالية وخطورة التلوث البيئي في لبنان.